# Herman Van der Wee
Herman Frans Anna baron Van der Wee, né le 10 juillet 1928 à Lierre, est un professeur belge d'expression flamande.
Il est docteur en droit et en histoire, licencié en sciences politiques et sociales et bachelier en philosophie. Il fut professeur à la KUL. 

## Affiliations
- Membre de l'Académie royale de Belgique
- Membre étranger de la Koninklijke Nederlandse Akademie van Wetenschappen te Amsterdam
- Membre étranger de l'American Academy of Arts and Sciences
- Membre correspondant de la British Academy
- Membre fondateur de l'Academia Europaea.
- Ancien président de la Belgian-Luxemburg American Studies Association
- Président honoraire de l'International Economic History Association
- Ancien président du Advisory Council of the West-European Program du Woodrow Wilson International Centre for Scholars (Washington)
- Président du Academic Advisory Council de l'European Association for Banking History
- Membre fondateur et ancien administrateur de la European Economic Association

## Distinctions
- Docteur honoris causa de la KUB et de l'université de Leicester
- Prix de Stassart
- Prix Solvay (quinquennal) du FWO
- Prix Amsterdamse Prijs voor Historische Wetenschap
- Prix Heineken d'Histoire (1992)
- Médaille d'or du Parlement flamand
- Officier de l'ordre de Léopold
- Obtention le 8 juillet 1996 de noblesse héréditaire avec le titre personnel de baron[réf. nécessaire]